# センバワン駅
センバワン駅（センバワンえき、英語: Sembawang MRT Station）は、シンガポールの北部にある、MRT南北線の高架駅。

## 駅構造
島式1面2線のホームを持つ駅。
| A | ■南北線南北線 | ジュロン・イースト方面 |
| B | ■南北線南北線 | マリーナ・ベイ方面     |

## 歴史
- 1996年2月10日 開業
- 2012年1月31日 ホームドアが運用開始